# トライネラ

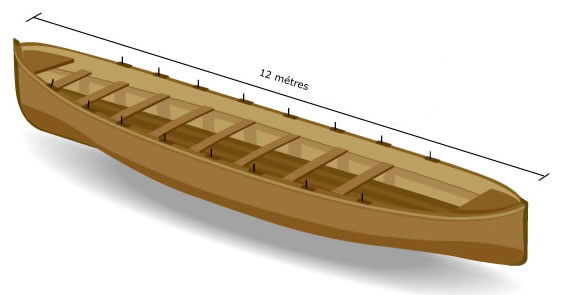
トライネラ・ボートのイラスト

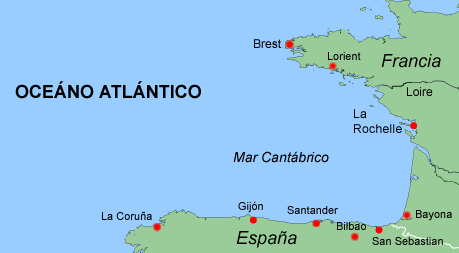
カンタブリア海と沿岸の諸都市

トライネラ(スペイン語: trainera)は、北大西洋にあるビスケー湾南部のカンタブリア海沿岸に見られる伝統的ボートの名称であり、そのボートを用いたボートレース競技の名称。かつては風を受けて帆走するヨットだったが、現在はオールを用いるボートである。美しいラインのボートであり、高い船首と丸みを帯びた船尾を持ち、カンタブリア海の荒波にもよく耐える。漁師がその日に釣ったアンチョビやイワシを海から市場へ持って行く際、しばしばボート同士の競争となり、やがてこの歴史的伝統がレース競技となった。

## 名称と語源
スペイン語ではトライネラ (trainera)、バスク語ではトライネルやトレイネルやトレニェロやトリネロ (traineru, treineru, treñero, trinero)、フランス語ではtraînière、ガリシア語ではトライニェイラやトライーニャ (traiñeira, traíña)となる。イワシやアンチョビの漁業に使用する、密に織られた網をトライナ (traína)と呼んでおり、この単語に由来する。この網自体は、「引っ張る」を意味するtrahĕreから来るラテン語のtragināreに由来する。

## 船体
トライネラ・ボートの製造には、少なくとも1か月から1か月半の期間を必要とする。ボート自体は長さ12m、中央部の幅172cm、船首95cm、船尾75cm、深さ60.5cmである。バトン、漕座、ヒッターを含む総重量は210-230kgであり、オールや各種装備を除いて200kg未満であってはならない。長年、ボート全体に木材を使用しており、特にスギ材やブナ材を使用していた。現在、トライネラの製造にはカーボンやケブラーなどの素材が使用されており、エアバスA380の製造に導入されているものと類似した航空技術も使用されている。トップクラブで使用されるボートの寿命は一般的に20年から30年である。高級トライネラ・ボートにはGPS機能が搭載されており、そのことが価格を押し上げている。1970年代にはトライネラ・ボート1艇あたり約45,000ペセタだったが、2008年には1艇あたり約25,000ユーロが最低金額である。

## 競技

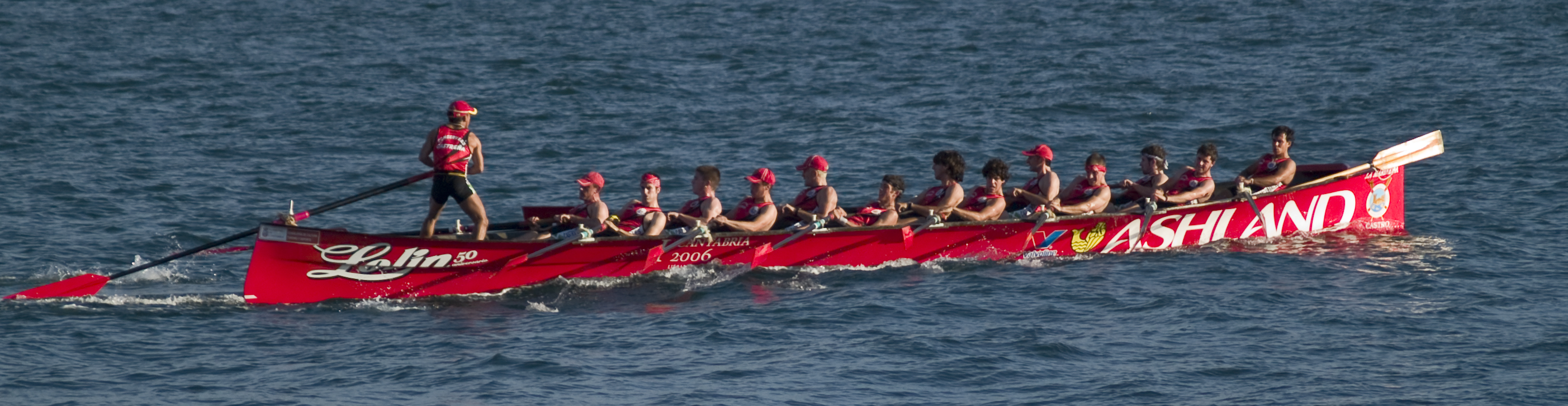
サンタンデールで開催されたレースでのカストロ・ウルディアレスのチーム

今日のトライネラ競技では、14人のクルーがトライネラ・ボートに乗り組む。漕手の12人は2人1組で座り、13人目のクルーであるバウ（舳手）は、14人目のクルーであるコックス（舵手）の近くに単独で座る。他の類似するボート競技で一般的なように、コックスはチームの士気を高め、ボートを操舵する役割を持つ。各ボートは特定の旗を付け、クルーはチームウェアを着用する。多くの場合、ボートにはチームカラーが塗られている。レースはブイまでの片道かスタート地点までの往復であり、一般的に5.5kmの距離を走行する。それぞれのボートは自分たちのレーンを漕ぎ、他のボートのレーンを横切ったり、異なるボート本体やそのオールと接触してはならない。もしレース開始から20秒以内に予想外の出来事が起こった場合、一般的に再スタートを行う。レースごとの賞金とは別に、勝利チームには町や自治共同体の旗（バンデラ）が授与される。伝統的に、勝利チームはすべてのオールを空に向かって垂直に掲げる、レモス・アリバまたはアラウナク・ゴラまたはオールス・アップと呼ばれる行動を取る。

### 競技会
歴史的には、トライネラ・レースはバスク語でエストロパダク (estropadak)と呼ばれ、ビスケー湾沿岸で行われる人気のスポーツだった。バスク地方、カンタブリア地方、アストゥリアス地方、ガリシア地方の海岸全域で、7月から10月にかけて行われた。毎年多くの競技会が開催されており、もっとも歴史のあるレースはサンタンデール旗、もっとも有名なレースはコンチャ旗である。様々なトライネラのリーグがあり、最上位リーグとして聖ミゲル・リーグ、2部リーグとしてカンタブリア海ボート協会リーグやガリシア・トライネラリーグがある。

## 歴史

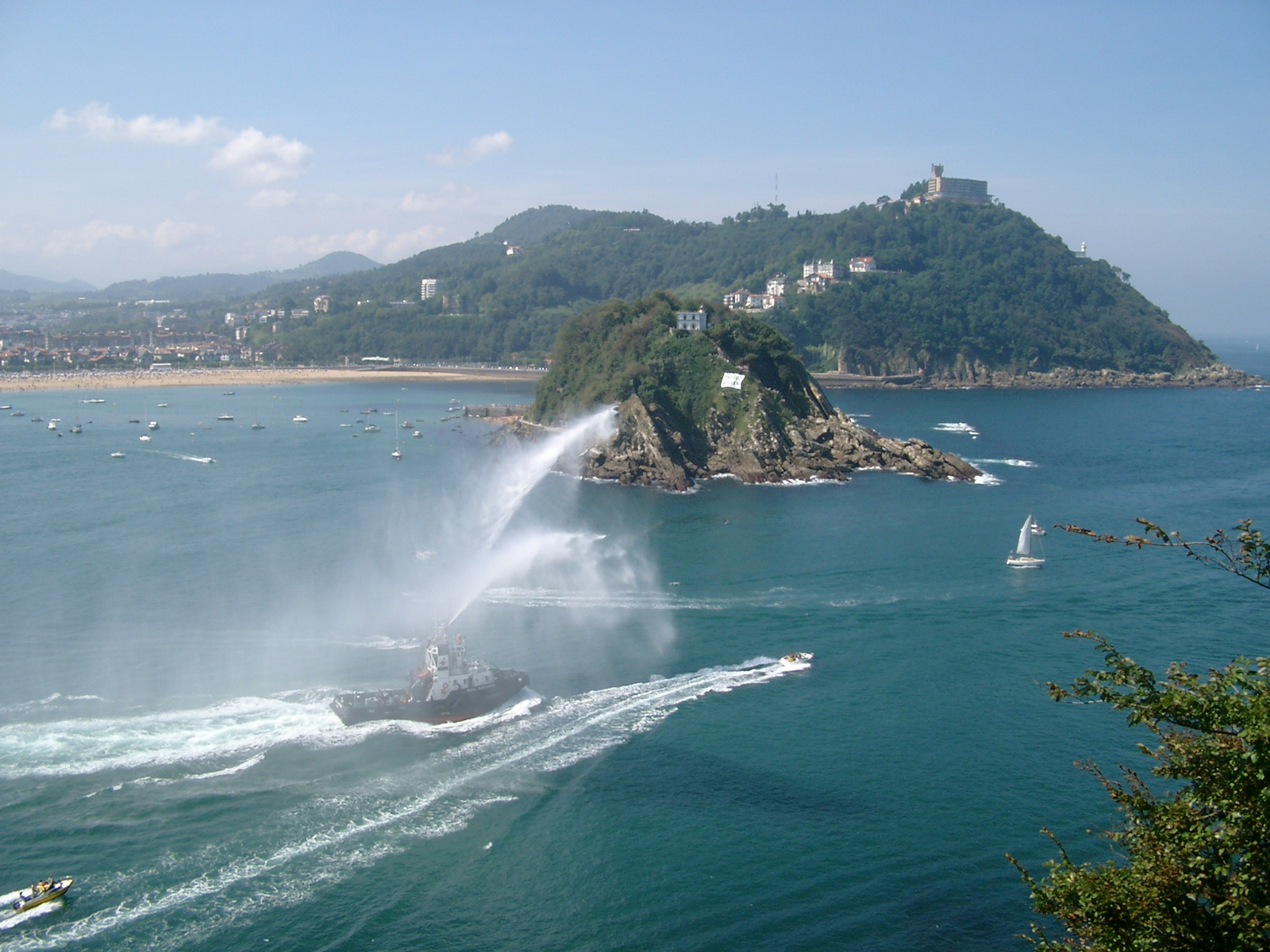
コンチャ旗が行われるラ・コンチャ湾とサンタ・クララ島（中央）

### 起源と黎明期
- トライネラ(trainera) – 高い船首と丸みを帯びた船尾を持ち、アンチョビやイワシを漁獲するのに必要な速度で、機敏に方向を変えながら沿岸を航行するのに適していた。漕手12人、バウ（舳手）、コックス（舵手）が乗船した。漕手12人は2列6段に分かれ、バウは単独でベンチに座った。
- トライネリーリャ(trainerilla) - スペイン語で「小さなトライネラ」の意。漕手6人とコックス1人が乗船し、全員が一列に並んだ。
- バテル(batel) – 沿岸で様々な魚種を獲るのに使用される小型ボート。漕手4人とコックス1人が乗船した。

トライネラ・レースの起源は漁労や捕鯨に見ることができ、ともに中世にはカンタブリア海沿岸住民にとって重要な収入源だった。当初、レースに使用されるボートは漁業に用いる漁船であり、枠組はオーク材から、船体はマツ材から作られた。大きく3カテゴリーに分かれていた。1850年以降には、カンタブリア地方のカストロ・ウルディアレスで、地元の漕手と沿岸警備隊のカッター船に搭乗したビスカヤ人が競ったとする証拠が存在する。
スポーツイベントとして開催されたトライネラ・レースの初の言及は、1859年にカストロ・ウルディアレスとビスカヤ人漕手の間で行われ、サンタンデール湾で開催されたものである。カストロ・ウルディアレスのチームがレースに勝利し、それ以来、トライネラ・レースはスポーツイベントとして開催されている。2年後の1861年にサンタンデールで開催されたレースは、カンタブリアの中心地を公式訪問中の女王イサベル2世が観覧した。カンタブリア・チームの船がビスカヤ・チームの船を撃退すると、地元メディアはこのニュースを繰り返し、「ホタ・デル・レガテオ」として知られる有名な民謡まで作曲された。この「サンタンデール旗」は今日も存続しており、スペインの現存する中では最古の歴史を持つボート競技大会となった。エストロパダに関するバスク地方初の文書は、12年後の1871年に記録された。ギプスコアのオンダリビアとパサイアの住民によって、オンダリビアからサン・セバスティアンまでのレースが競われ、賭けの対象にもなった。パサイアのチームがこの13マイルのレースを制している。当初、レースは海沿いのある町からもう一つの町まで漕ぐことで争われたが、今日では多くのレースが一つの町で開催されている。

### 発展
1916年、ムトゥリク出身のビセンテ・オルマサバルが、ゲタリアのチームのためにゴロンドリーナ（つばめ）と呼ばれる滑らかなボートを新造した。同時期に漁業に動力機が導入されると、漕艇ボートの商業利用は急速に消滅し、いっそうスポーツとしてのエストロパダクに使用されるようになった。時を経るにつれてデザインも変化し、漁業的価値よりもスピードを重視するために、重量や幅が削減された。ボート競技が職業スポーツから娯楽スポーツに転換したように、漁師より非漁師のほうが定期的な練習機会を得られることから、だんだん漁師が出場することは減り、多くのチームが船乗りではない背景を持つ人物を加えた。今日、もっとも有名なトライネラ・レースはコンチャ旗であり、名称はサン・セバスティアンの町が面するラ・コンチャ湾（ラ・コンチャ海岸）に由来している。1879年、コンチャ旗はサン・セバスティアン市議会によって初開催され、12,000人の観客がいたとされている。

### 女性とトライネラ
大半のトライネラ・チームは男性のみで構成されるが、歴史的なベルチョ（バスク地方独特の韻文詩歌）は女性の漕手の存在を伝えており、バスク語では女性の漕手をバテレラクと呼ぶ。この名前は4人の漕手とコックス（舵手）を持つ小型ボートのbatelに由来している。伝統的なバテレラ・ダンスにも、漕手の女性によって踊られたものが確認できる。さらに最近では、女性のみによるトライネラ・チームも登場している。

## 著名なクラブ
東（スペイン＝フランス国境）から西（スペイン＝ポルトガル国境）の順に列挙している。多くのクラブは公式な設立年以前から活動している。

### バスク州
ギプスコア県
- オンダリビア・アラウン・エルカルテア - オンダリビア。1862年まで遡る。
- サンペドロタラ・アラウン・エルカルテア - パサイア。1880年まで遡る。
- オリオ・アラウン・エルカルテア - オリオ。1879年まで遡る。コンチャ旗の最多優勝チーム。
- サラウスコ・アラウン・エルカルテア - サラウツ。1983年に公式に設立。
- ゲタリアコ・アラウン・エルカルテア - ゲタリア。1976年に公式に設立。
- アイタ・マリ・アライン・タルデア - スマイア。1975年に公式に設立。

ビスカヤ県
- イスンツァ・アラウン・エルカルテア - レケイティオ。1977年に公式に設立。
- ウルダイバイ・アラウン - ウルダイバイ河口（英語版） - ベルメオ、エランチョベ（英語版）、ムンダカのクラブによって、この地域のスポーツの促進のために1992年に公式に設立。
- アルコテ・アラウン・タルデア - プレンツィア。1957年に公式に設立。
- デウスト・アライン・タルデア - ビルバオ河口のビルバオ・デウスト区。1981年に公式に設立。
- カイク・アラウナレン・キロル・エルカルテア - ビルバオ河口のセスタオ。1923年に公式に設立。
- サン・ニコラス・アラウン・タルデア - ビルバオ河口のポルトゥガレテ。1892年に公式に設立。
- イトゥサソコ・アマ - ビルバオ河口のサントゥルツィ。1967年に公式に設立。

### カンタブリア州
- ソシエダ・デポルティーバ・デ・レモ・カストロ＝ウルディアレス - カストロ・ウルディアレス。1879年まで遡る。
- ラレード・レモ・クルブ - サントーニャ湾のラレード。1975年に公式に設立。
- クルブ・デ・レモ・コリンドレス – サントーニャ湾のコリンドレス（英語版）。1988年に公式に設立。
- サントーニャ・クルブ・デ・レモ – サントーニャ湾のサントーニャ。1979年に公式に設立。
- ソシエダデ・デポルティーバ・デ・レモ・ペドレナ - サンタンデール湾のペドレーニャ（英語版）。1895年まで遡る。
- クルブ・デ・レモ・ポンテホス - サンタンデール湾のポンテホス。1964年に公式に設立。
- ソシエダ・デポルティーバ・デ・レモ・アスティリェーロ - サンタンデール湾のエル・アスティリェーロ（英語版）。1966年に公式に設立。
- クルブ・デ・レモ・カマルゴ - サンタンデール湾のマリアーニョ（英語版）。1979年に公式に設立。
- クルブ・デ・レモ・ラ・マルカ – サンタンデール湾のサンタンデール。1975年に公式に設立。
- クルブ・デ・レモ・シウダ・デ・サンタンデール - サンタンデール湾のサンタンデール。1988年に公式に設立。
- クルブ・デ・レモ・サンタンデール - サンタンデール湾のサンタンデール。1971年に公式に設立。

### ガリシア州
ルーゴ県
- ソシエダデ・デポルティーバ・サメルトラメウ - メイラ。1979年に公式に設立。

ア・コルーニャ県
- クルブ・デ・レモ・カボ・デ・クルス - ボイロ。1979年に公式に設立。

ポンテベドラ県
- クルブ・デ・レモ・メコス - オ・グローベ。1980年に公式に設立。
- ソシエダデ・デポルティーバ・ティラン - モアーニャ。1993年に公式に設立。

## ギャラリー

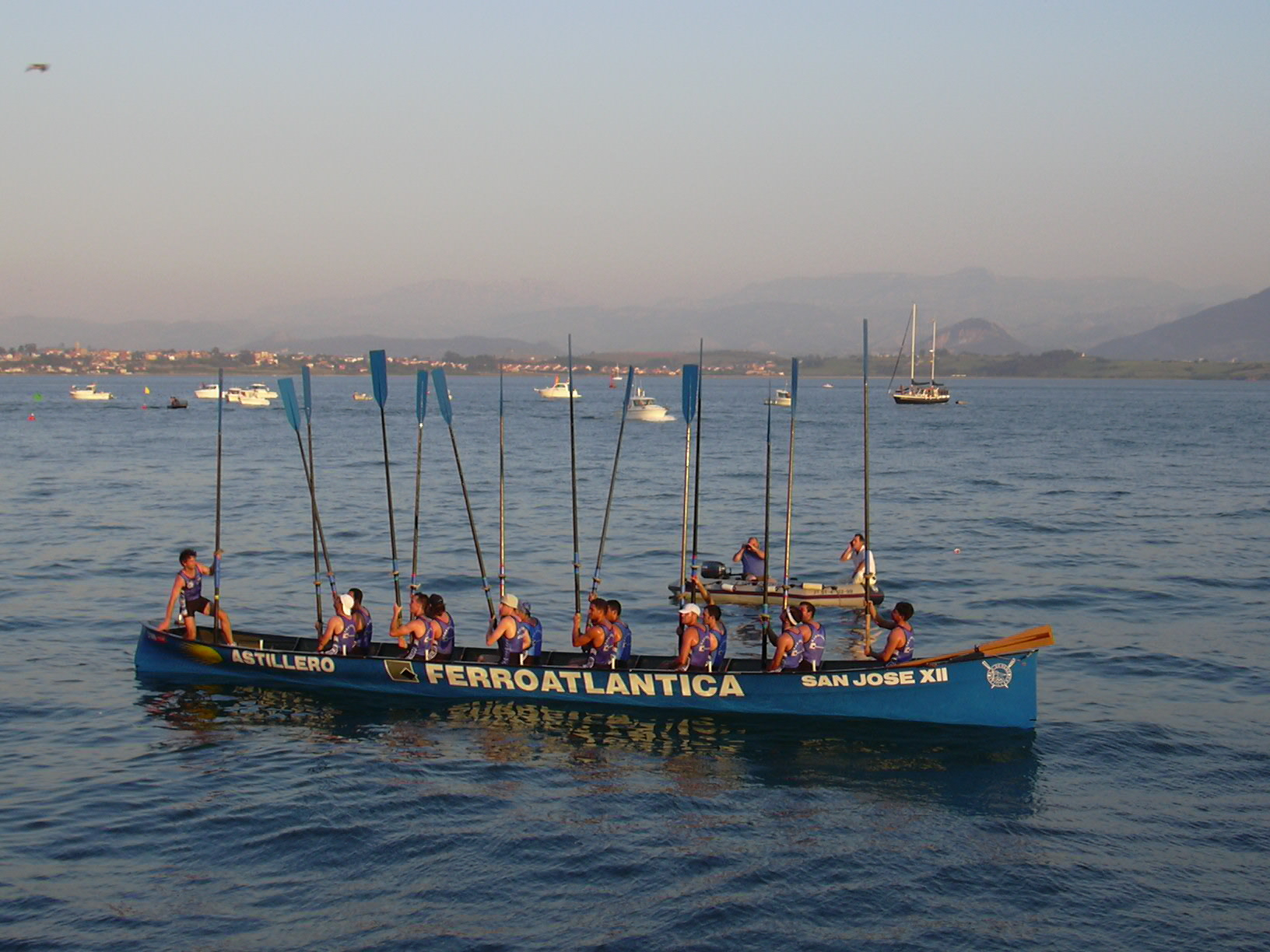
オールを垂直に挙げて勝利を祝福するアスティリェーロのチーム
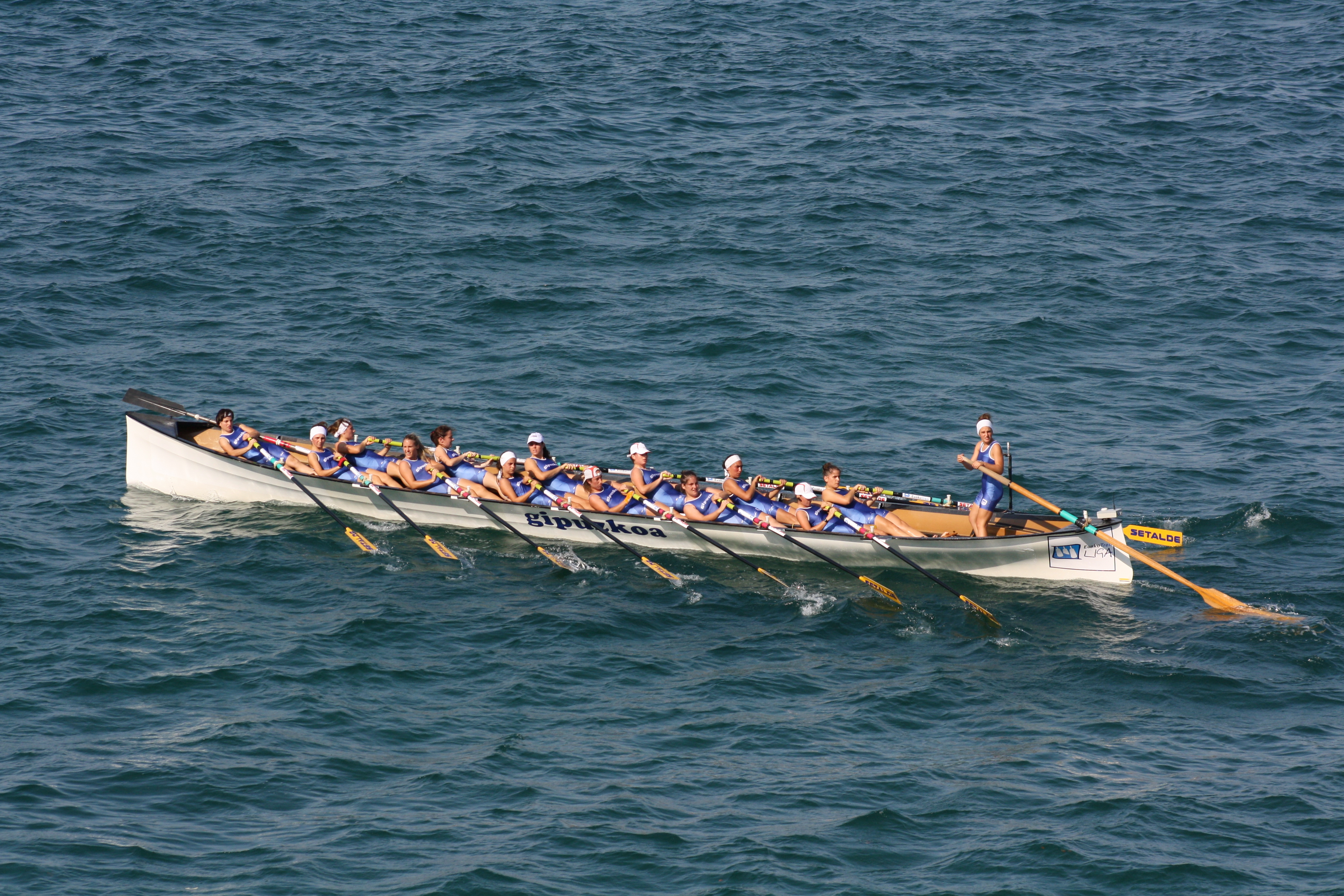
サラウツでレース中のギプスコア地方の女子チーム
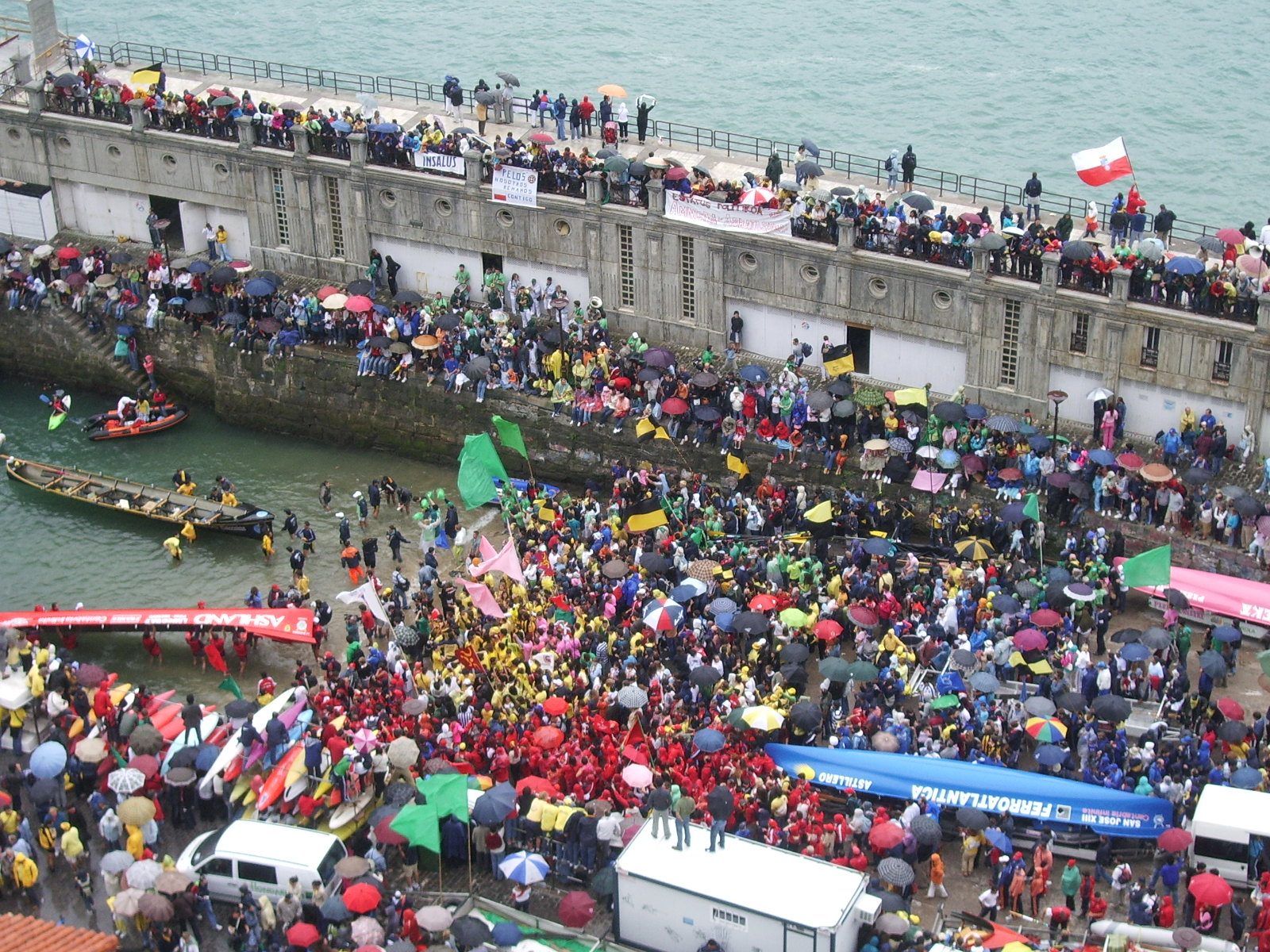
2005年のコンチャ旗の優勝チーム
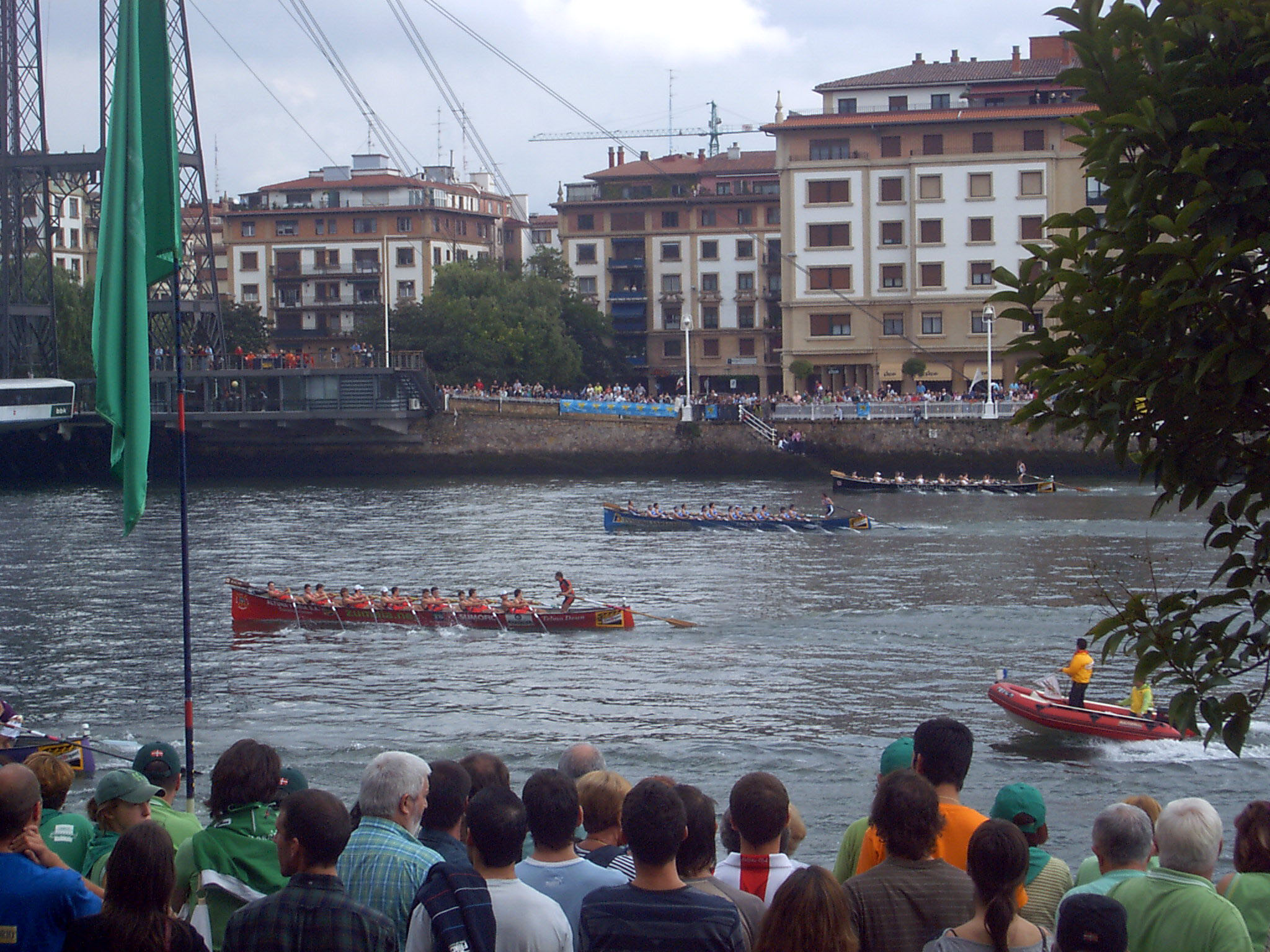
ポルトゥガレテでのトライネラ競技
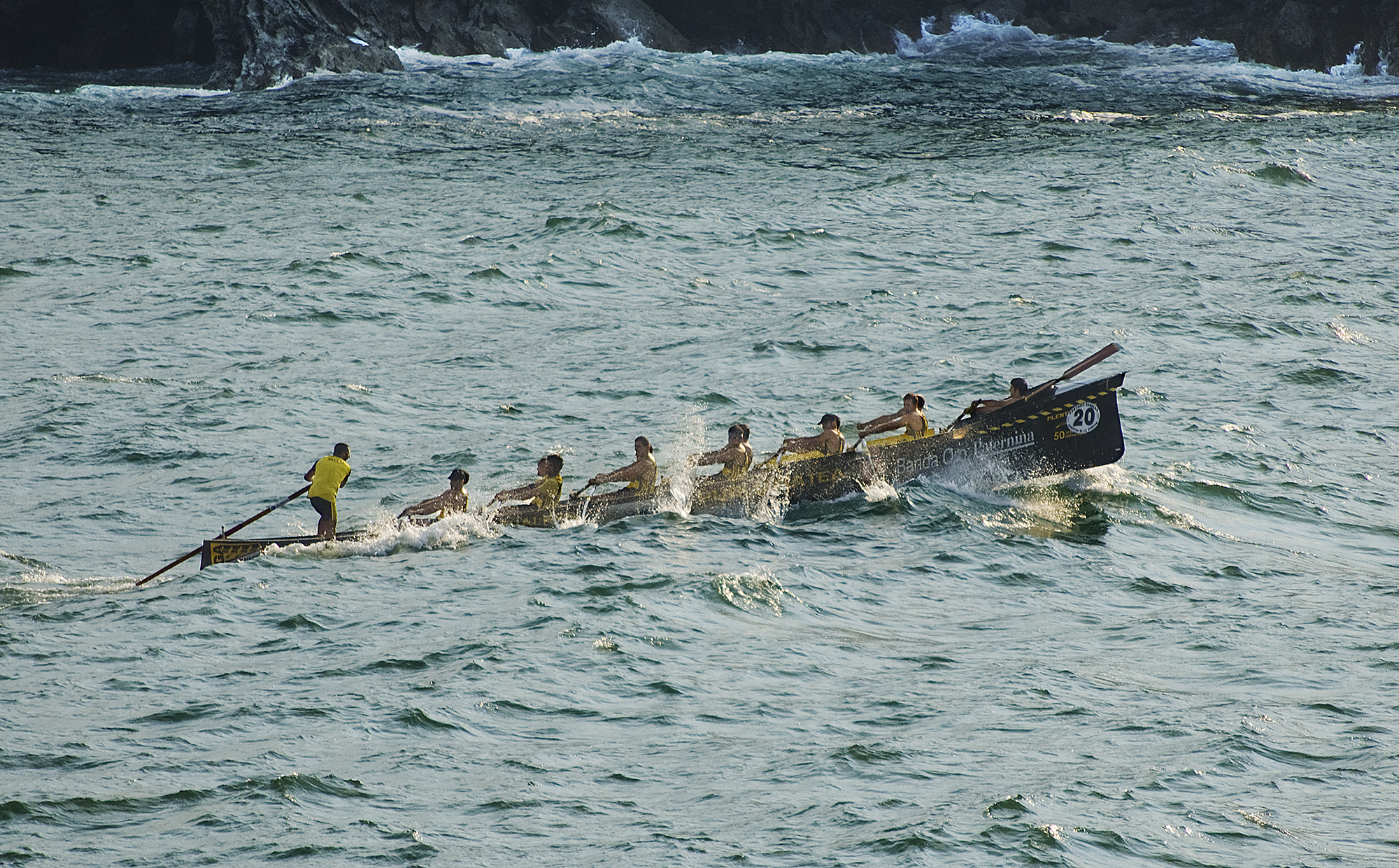
2007年のコンチャ旗に出場したプレンツィアのチーム